# 王明权
王明权（1947年2月—），湖北武汉人，汉族，中华人民共和国政治人物、第十一届全国人民代表大会云南地区代表。

## 生平
毕业于中南财经大学货币银行学专业，是中共党员。2008年，担任十一届全国人大常委会委员、全国人大财政经济委员会委员，中国光大（集团）总公司董事长、党委书记。